# Bohinj

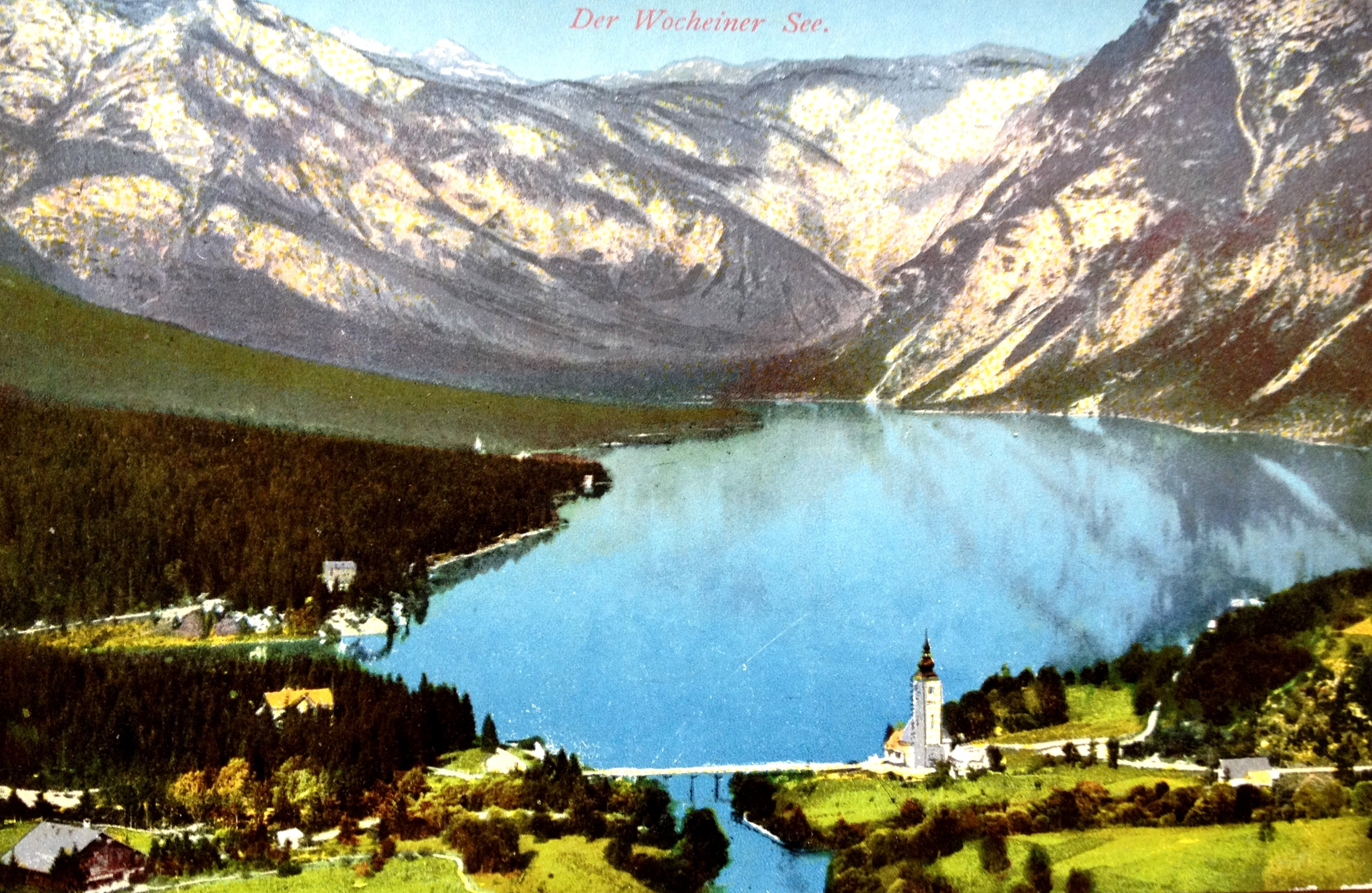
Bưu thiếp về Bohinj và dãy Triglav

Bohinj (phát âm [ˈbɔːxin]; tiếng Đức: Wochein) hoặc bồn địa Bohinj (tiếng Slovene: Bohinjska kotlina) là vùng bồn địa dài 20 km rộng km nằm trong dãy Julian Alps, ở vùng Upper Carniola khu vực tây bắc Slovenia. Nó có sông Sava Bohinjka chảy ngang qua. Điểm nổi bật của nó là hồ cận băng hà Bohinj(tiếng Slovene: Bohinjsko jezero). Bohinj là một phần của Khu tự quản Bohinj, khu có người định cư là Bohinjska Bistrica. Với người dân địa phương, bồn địa này thường được gọi là "thung lũng Bohinj", vì đó là cách hiểu dân gian còn in sâu trong đầu mọi người.

## Địa lý

Cảnh nhìn từ trên Bohinj, bồn địa trong dãy Alps

Vùng bồn địa gồm bốn đơn vị địa lý: Phần Dưới thung Lũng (tiếng Slovene: Spodnja dolina), Trên thung Lũng (Zgornja dolina), bồn dịa Ukanc hoặc bồn địa Hồ (Ukanška kotlina; Jezerska kotlina), và bồn địa (Nomenjska kotlina). Nó được bao bọc bởi các dãy Komarča ở một đầu và hẻm núi Soteska ở đầu kia. Phần dưới của dãy Bohini đại diện ranh giới phía nam. Sông Sava đã tạo ra một hẻm núi giữa cao nguyên Jelovica và cao nguyên Pokljuka ở phía đông. Về phía bắc, Núi Triglav, là núi cao nhất của Slovenia cũng là một phần của khu tự quản.
Sông Sava Bohinjka tạo thành khi hai sông Jezernica mà Mostnica hợp nhất. Sông Mostnica bắt nguồn từ thung lũng Voje, trong khi sông Jezernica là một dòng sông chảy từ Hồ Bohinj. Nhiều dòng sông nhỏ hơn chảy vào hồ. Nhánh lớn nhất, Savica, tạo thành từ thác Komarca. Thác Savica có nguồn nước chính từ Hồ Đen (Črno jezero), đó là hồ lớn nhất trong thung lũng hồ Triglav (Dolina Triglavskih jezer).

## Tên

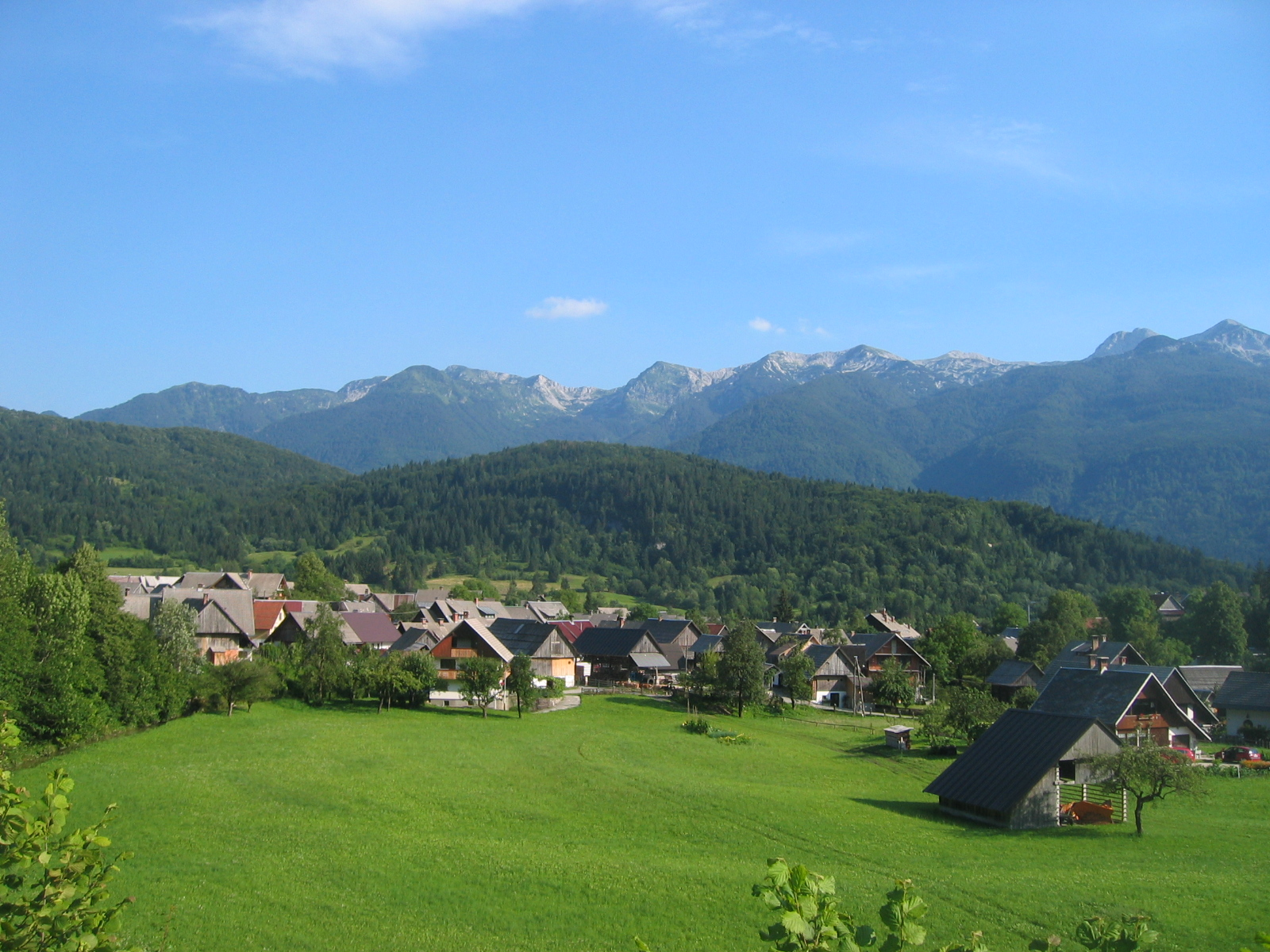
Stara Fužina, một ngôi làng gần Hồ Bohinj

Tên Bohinj ban đầu được áp dụng cho các làng Srednja Vas v Bohinju và đã được chứng thực như vậy trong các văn bản trong Bochingun năm 1065(và trong Bochingin tnăm 1085-90, và Uochina năm 1120). Như một tên vùng miền, nó xuất hiện trong các văn bản năm 1250 như Vochina (và Fochin năm 1253, Vochino năm 1287, Bochino năm 1333). Tên này có nguồn gốc từ *Boxyn'ь, đó là nguồn gốc không rõ ràng. Một khả năng là nó có nguồn gốc từ hypocorism *Boxъ. Có ý kiến cho rằng nó không có khả năng là của ngữ tộc Celtic.
Có một truyền thuyết phổ biến về cái tên này: đức Chúa trời đã cho mọi người đất, và khi ông hoàn thành, ông nhận ra rằng ông đã quên mất một nhóm nhỏ người, những người đã im lặng, không nài nỉ như những người khác. Bởi vì họ khiêm tốn và kiên nhẫn, ông cảm thấy thương hại cho họ. Đó là lý do tại sao ông quyết định để cho họ vùng đất đẹp nhất trong tất cả, mà ông đã để dành cho mình. Nó được gọi là Bohinj, bởi vì họ gọi thiên Chúa là Boh.

## Lịch sử

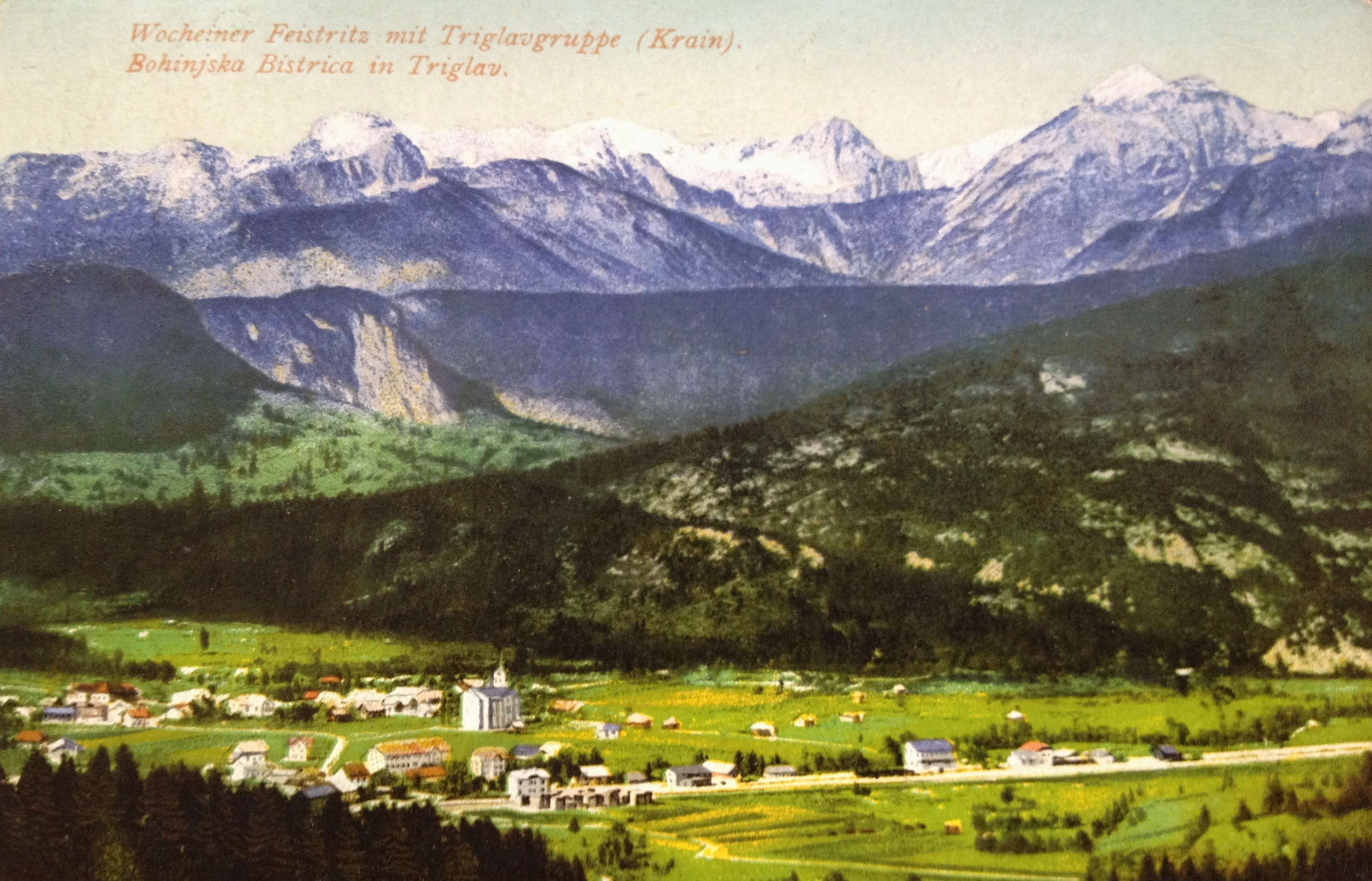
Hình ảnh của Bohinjska Bistrica với dãy Triglav ở phí sau,năm 1905

Đặc điểm địa lý đã cho phần cho sự cô lập của Bohinj trong quá khứ. Khoảng 5.000 dân là con cháu của những người dân bản địa của Bohinj. Có chứng cứ lịch sử chứng minh thung lũng được định cư đầu tiên trong thời đại đồ Đồng.
France Prešeren, nhà thơ hàng đầu Slovenia, đã viết sử thi-bài thơ lễ rửa tội trên Savica, mà phần lớn là hư cấu nhưng mô tả thời gian của lễ rửa tội bạo lực của người ngoại đạo và trận chiến giữa những người công giáo và ngoại giáo. Hầu hết những chuyện diễn ra ở Bohinj và Bled.

## Truyền thuyết
Có rất nhiều truyền thuyết và thần thoại liên quan đến Bohinj. Hầu hết là ngắn và hài hước.
- Người ta nói rằng người Thổ Nhĩ Kỳ (người chinh phạt khổng lồ) phải quay lại khi họ đã cố gắng để xâm lược Bohinj, bởi vì họ nghĩ đó là điểm kết thúc của thế giới.
- Một sinh vật kỳ diệu, Zlatorog (Goldhorn), sống ở những ngọn núi.
- Cầu quỷ (tiếng Slovene: Hudičev most) theo truyền thuyết, được tạo ra bởi ác Quỷ. Hắn đã thỏa thuận với những người không thể tự xây dựng cây cầu của mình, bởi vì nó luôn sụp đổ. Thỏa thuận là, nếu ông cho xây dựng cầu cho chúng, linh hồn đầu tiên vượt qua nó sẽ là của ông. Họ đồng ý, nhưng không thể quyết định để ai đi qua khi nó đã được hoàn thành. Nhưng một người nông dân cho một con chó đi qua. Quỷ dữ đã điên khi ông nhận ra rằng họ đã lừa ông ấy.

## Người dân
Sự cô lập đã góp phần cho sự phát triển một ngôn ngữ địa phương riêng biệt khác với ngôn ngữ Upper Carniolan. Cũng có sự khác biệt rõ rệt với các ngôn ngữ địa phương trong thung lũng. Người dân sống trong 24 làng khác nhau, làng lớn nhất là Bohinjska Bistrica.

## Du lịch

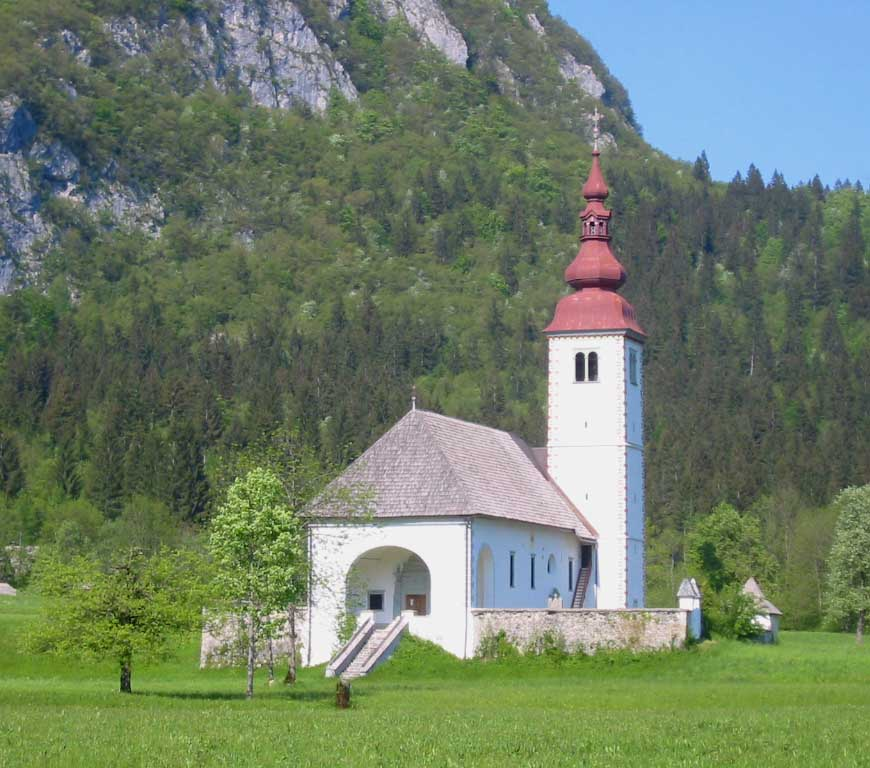
Nhà thờ Đức mẹ đồng trinh Mary ở làng Bitnje

Bohinj bắt đầu mở cửa cho khách du lịch nhiều năm trước, với các thắng cảnh tự nhiên thu hút khách du lịch.
Bohinj đã trở thành một điểm khởi đầu cho khách du lịch cho chuyến đi trong ngày, đi dạo trên đường dọc theo khắp thung lũng, và cho người leo núi. Nó cũng kết hợp với đường sắt Bohinj gần đó, bao gồm đường hầm Bohinj
Trong mùa đông thung lũng trở thành một trung tâm thể thao mùa đông với trượt tuyết, trượt ván tuyết, leo núi băng, cũng như trượt băng trên Hồ Bohinj. Trong suốt mùa hè, Hồ Bohinj là điểm đến thường xuyên của người thích bơi lội, và với những sông Sava Bohinjka, có người đi thuyền kayak và cả ngư dân. Đạp xe, leo núi và đi bộ trên núi cũng là điển hình cho hoạt động du lịch trong khu vực.